# 郑吉玉
郑吉玉（1980年9月15日—）是一名韩国击剑运动员。她在2012年夏季奥林匹克运动会中，参加了女子团体花剑比赛并获得铜牌。她也参加了2008年夏季奥林匹克运动会，获得女子个人花剑第24名。